# Мадагаскарский крылан
Мадагаскарский крылан (Eidolon dupreanum) — млекопитающее из семейства крылановых. 
Эндемик Мадагаскара. Встречается как на побережье, так и на высоких плато центральных областей.
Длина тела 14—22 см, длина хвоста 4—20 мм, размах крыльев 76 см. Вес от 230 до 350 г, при этом самцы немного тяжелее самок.
Известно, что спит в листве деревьев, но чаще в трещинах скал и пещерах. Фрукты являются основным компонентом пищи, но он также поедает листья и другие части растений. Образует колонии численностью от 10 до 500 особей, в среднем 200. Максимальная зарегистрированная численность колонии 1400 особей.
Значительную угрозу для вида представляет охота ради мяса. Охраняется в ряде заповедников.